# 北陸鉄道動橋線
動橋線（いぶりはしせん）は、石川県加賀市の宇和野駅と新動橋駅を結んでいた鉄道路線である。1963年（昭和38年）に連絡線の残存区間とともに路線名称が山代線に改称され、1971年（昭和46年）に全線が廃止された。
山中線・粟津線・連絡線・片山津線とともに加南線と総称されていた。

## 路線データ
- 路線距離（営業キロ）：3.4 km
- 軌間：1067 mm
- 駅数：4駅（起終点駅含む）
- 複線区間：なし（全線単線）
- 電化区間：全線

## 歴史
- 1906年（明治39年）3月5日：山代軌道設立
- 1911年（明治44年）3月5日：山代村（宇和野） - 動橋村（新動橋）間が開業
- 1913年（大正2年）12月1日：温泉電軌に譲渡
- 1943年（昭和18年）10月13日： （旧）北陸鉄道・金石電気鉄道・温泉電軌・金名鉄道・能登鉄道が合併して北陸鉄道設立。同社の動橋線となる
- 1945年（昭和20年）4月1日：軌道法に基づく軌道から地方鉄道法に基づく鉄道に変更
- 1963年（昭和38年）7月19日：連絡線の残存区間（宇和野 - 河南間）と統合して山代線に改称
- 1971年（昭和46年）7月11日：全線廃止

## 駅一覧
駅名および所在地は廃止時点のもの。全駅石川県に所在。
凡例
列車交換 … ◇：交換可、｜：交換不可
| 駅名       | 駅間キロ | 営業キロ | 接続路線                                              | 列車交換 | 所在地       |
| ---------- | -------- | -------- | ----------------------------------------------------- | -------- | ------------ |
| 宇和野駅   | -        | 0.0      | 北陸鉄道：連絡線                                      | ◇        | 加賀市上野町 |
| 庄学校前駅 | 1.3      | 1.3      |                                                       | ｜       | 加賀市庄町   |
| 庄駅       | 0.7      | 2.0      |                                                       | ｜       | 加賀市庄町   |
| 新動橋駅   | 1.3      | 3.3      | 国鉄：北陸本線（動橋駅） 北陸鉄道：片山津線（動橋駅） | ｜       | 加賀市動橋町 |